# Dipendenza della tecnologia dal percorso
La teoria della dipendenza della tecnologia dal percorso (o path dependence) in economia, sostiene che una tecnologia, nonostante sia di minor qualità, può sconfiggere la concorrenza a causa di eventi storici ritenuti apparentemente insignificanti.

## Storia
Il termine “dipendenza dal percorso” è entrato nell'uso comune sia nel campo del diritto sia dell'economia. Si rifà alla teoria del caos, per quanto riguarda la dipendenza dalle condizioni iniziali. A differenza dei sistemi fisici e dinamici, che non si dispongono mai in un assetto di equilibrio, in economia per ogni mutazione, c'è, potenzialmente, un infinito numero di perfette stabili alternative, ognuna delle quali, è causata da particolari condizioni iniziali. Questo fa sì che eventi considerati insignificanti o anche solo una lieve differenza nelle condizioni possano portare a esiti totalmente diversi. In parole povere si può dire che dove siamo oggi è il risultato di ciò che è successo nel passato. 
Si può articolare il concetto in tre gradi:
1. la dipendenza dal percorso del primo grado è analoga alla definizione ottimo paretiano: il mercato non presenta alternative migliori,c'è semplicemente una forma di dipendenza dalle condizioni iniziali;
2. nel caso del secondo grado le scelte sono solo a priori efficienti: con il passare del tempo preferenze che sembravano ottimali risultano non essere tali; per esempio se una persona acquista una casa senza sapere che alcuni anni dopo la casa si svaluterà per la costruzione di un vicino impianto di depurazione delle acque;
3. il terzo grado si verifica se un processo è a priori inefficiente, cioè si sceglie consapevolmente un prodotto nonostante ci sia un'alternativa migliore; per esempio si è a conoscenza della costruzione dell'impianto di depurazione delle acque ma si decide comunque di comprare una casa là vicino anche sapendo che si svaluterà.

## Le esternalità di rete
Le esternalità di rete hanno forte influenza sulle dinamiche delle scelte tecnologiche. Da una parte questa riguarda l'attrattiva che una tecnologia esercita sui suoi possibili utilizzatori: più un prodotto sarà diffuso in un bacino di utenza ampio, più i consumatori vorranno acquistarlo. Inoltre il consumatore sceglierà pensando al futuro, poiché in questo tipo mercato il beneficio totale sarà dato anche dagli utilizzatori di prodotti compatibili con la stessa tecnologia. La sponsorizzazione produce i medesimi effetti delle esternalità di rete. Quindi una tecnologia, anche inferiore, se sponsorizzata può imporsi sul mercato. 

## Lo stanziamento delle risorse
Per comprendere come possa variare la dipendenza della tecnologia dal percorso è fondamentale spiegare come varia l'allocazione tecnologica nei rendimenti costanti, decrescenti e crescenti. Consideriamo un modello in cui ci sono due agenti che denomineremo R e S e due tecnologie che chiameremo A e B. 
1. Nei rendimenti costanti l'agente R sceglie sempre A, mentre l'agente S sempre B senza che il numero di adozioni venga considerato; dunque la sequenza cumulata delle alternative è semplicemente determinata dall'ordine di scelta.
2. Nel caso dei rendimenti crescenti un agente R che entra per primo nel mercato sceglierebbe naturalmente A, ma è anche disposto a cambiare la sua scelta in B se, facendolo, riuscisse a spingere, sufficientemente, questa tecnologia in vantaggio rispetto all'altra.
3. Nei rendimenti decrescenti invece un attore S, che entra per primo nel mercato, sceglierà di pagare i costi di transizione e adottare A se il numero di adozioni è sufficientemente elevato rispetto a quelle della tecnologia B.

Nei rendimenti crescenti, se le adozioni di una tecnologia raggiungono la massa critica, il mercato diventerà di tipo monopolistico. 

## Il falso mito della tastiera QWERTY
Un caso interessante è quello della macchina da scrivere QWERTY ritenuta qualitativamente inferiore rispetto alla tastiera denominata Dvorak. La disposizione dei tasti della prima era ideata per rallentare la digitazione ed evitare così al meccanismo di incepparsi. Questo sarebbe un esempio del terzo grado di dipendenza dal percorso e dunque l'adozione di una tecnologia inferiore. Tuttavia questi risultati sono confutati da valutazioni ergonomiche secondo cui i vantaggi della Dvorak sono in realtà piccoli o inesistenti. Quindi la storia dell’imposizione della QWERTY sul mercato, nonostante la qualità scarsa, è un mito. In realtà sono tre i fattori che hanno decretato il successo dello standard:
1. Christopher Sholes lancia sul mercato la QWERTY quando non erano presenti alternative;
2. la vittoria dello stenografo Frank McGurrin e della QWERTY al concorso di Cincinnati che incoronava il dattilografo più veloce. Questo fatto ebbe una grande eco (anche se in altri concorsi, avevano vinto le tastiere di altre marche);
3. il terzo e ultimo motivo è che i documenti prodotti dai Navy Seal della marina americana, che avevano ideato esperimenti per verificare la superiorità tecnologica della Dvorak e delle altre tastiere rivali della QWERTY, non sono mai stati considerati ufficiali e sono pieni di errori e lacune[6].